# Grisó petit
El grisó petit (Galictis cuja, anomenat hurón menor i furão en les llengües autòctones) és un animal carnívor de la família dels mustèlids que prové de Sud-amèrica. Viu a l'Argentina, Bolívia, el Brasil, Xile, el Perú i el Paraguai.